# Campaña de Humaitá
La Campaña de Humaitá, o Campaña del Cuadrilátero (1866–1868), fue la tercera fase, una de las más largas y sangrientas, de la Guerra de la Triple Alianza. Duró dos años y cuatro meses, desde el 16 de abril de 1866 hasta el 5 de agosto de 1868.
Tras el éxito en la invasión al Mato Grosso y el fracaso en la invasión a Corrientes y Río Grande, las tropas de la Triple Alianza —Argentina, Brasil y Uruguay— invadieron el sur del Paraguay. A muy corta distancia encontraron el dispositivo defensivo paraguayo compuesto por cuatro fortificaciones, el llamado «cuadrilátero», que obstruía el paso hacia Asunción tanto por tierra como por el río Paraguay. Una larga serie de batallas costaron un enorme número de bajas en ambos bandos, deteniéndose por completo las operaciones después de la Batalla de Curupayty. Las bajas en ambos bandos fueron aún mucho más altas por enfermedades que por las batallas: a las pésimas condiciones sanitarias y alimenticias se les sumó una epidemia de cólera.
Las operaciones estuvieron detenidas desde septiembre del 1866 hasta julio de 1867, cuando se reiniciaron con una ofensiva aliada. A mediados del año siguiente, sin embargo, se habían producido pocos avances cuando las fortificaciones fueron superadas por la escuadra brasileña. Ante esta novedad, las fuerzas paraguayas instalaron una nueva línea defensiva, mucho más cerca de Asunción, abandonando el «Cuadrilátero». En definitiva, la campaña resultó en un costoso pero absoluto éxito para la Triple Alianza.

## Antecedentes
Las Guerra de la Triple Alianza fue causada por la agresión del Paraguay al Imperio del Brasil y a la Argentina, en respuesta por la participación de ambos países en la guerra civil en el Uruguay, que alteraba el equilibrio estratégico en el Cono Sur.
Hasta entonces, el Paraguay había logrado con grandes esfuerzos sostener su sistema autónomo de gobierno que sostenía un crecimiento y un desarrollo económicos autónomos, que se apoyaba en un proteccionismo económico muy acentuado. También había logrado sostener sus pretensiones a territorios cercanos, que le eran disputados por el Brasil y la Argentina. Desde el punto de vista paraguayo, el quiebre de ese equilibrio ponía en peligro su autonomía económica y dificultaba sus esfuerzos por evitar que los territorios en conflicto fueran anexados por sus poderosos vecinos.
La Guerra estalló cuando llegó a Asunción la noticia de que tropas brasileñas habían invadido el Uruguay, desoyendo el reclamo paraguayo para que no lo hicieran. Tropas paraguayas invadieron la Provincia de Mato Grosso, en el oeste del Brasil, aislada del resto del Imperio. La campaña fue rápida y exitosa, y en dos meses la mayor parte de ese territorio había sido ocupada por fuerzas paraguayas.
A continuación, Solano López pidió al presidente argentino Bartolomé Mitre autorización para cruzar territorio argentino, para atacar al Brasil. Ante la negativa argentina, López declaró la guerra a la Argentina el 19 de marzo, e inició la invasión a la provincia de Corrientes, y desde allí el sur del Brasil.
Al llegar la noticia de la invasión, se firmó en Buenos Aires el Tratado de la Triple Alianza entre la República Argentina, el Imperio del Brasil y el Estado Oriental del Uruguay.
En sus primeras etapas, la campaña fue exitosa, pero pronto se acumularon las derrotas: el 11 de junio la flota paraguaya fue destruida en la Batalla del Riachuelo, el 17 de agosto las fuerzas que ocupaban el este de la Provincia de Corrientes fueron derrotadas en la Batalla de Yatay, y las que habían invadido Brasil se rindieron el 18 de septiembre, tras el largo Sitio de Uruguayana.
El resto del ejército paraguayo se retiró a su propio territorio. El ejército aliado se concentró en la ciudad de Corrientes, donde fue hostilizado por pequeñas incursiones paraguayas, que – si bien obtuvieron una victoria en la Batalla de Pehuajó – no lograron impedir la organización de la invasión al Paraguay.

## La invasión
Antes de iniciar la invasión, la escuadra de guerra brasileña, apoyada sólo parcialmente por la Armada Argentina, exploró las costas enemigas a corta distancia del punto denominado «Tres Bocas», es decir, la confluencia del río Paraguay con el Paraná. El almirante Joaquim de Tamandaré mantuvo una actitud muy prudente, asegurándose únicamente la posibilidad de desembarco, sin aventurarse por ríos desconocidos, especialmente el Paraná.
A principios de abril, las fuerzas brasileñas tomaron posesión de una pequeña isla frente a la Fortaleza de Itapirú, desde donde podían cañonear este fuerte, ya que estaba justamente a una distancia que los cañones paraguayos, de calidad inferior, no alcanzaban, mientas sí eran alcanzados por los cañones «rayados» de la artillería brasileña. Por esa razón, el 10 de abril, una división paraguaya trasladada por medio de canoas intentó recuperar la posesión de la isla. La respuesta brasileña en el Combate de la Isla de Itapirú (Isla de Redención) fue una amplia victoria aliada. El jefe brasileño vencedor, coronel Vilagrán Cabrita, se mostró temerario y subió a un bote del lado norte de la isla, donde redactaba el parte de la victoria cuando fue alcanzado por un cañonazo paraguayo, que lo mató en el acto. La isla fue llamada, desde entonces, Isla Cabrita.
El 16 de abril de 1866, un ejército aliado de 42 200 hombres empezó a cruzar el río Paraná, ingresando en territorio paraguayo. La fuerza se componía de 29 000 brasileños, 11 000 argentinos y poco más de 2000 uruguayos. De ese total, unos 20 000 eran soldados de caballería, pero alrededor de un quinto de ellos estaban desmontados.

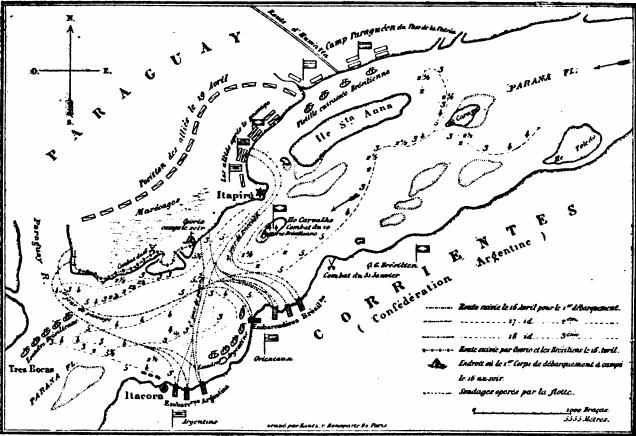
Mapa que indica la posición de la escuadra de los aliados y la marcha de la columna de General Osório (días 16, 17 y 18 de abril de 1866).

El lugar elegido para el primer desembarco fue la costa del río Paraguay, a menos de 1000 metros de su desembocadura en el Paraná. Si bien López había preparado a sus fuerzas para un desembarco en algún lugar cercano, el punto elegido por los atacantes había sido relativamente desatendido. El primer hombre en tocar tierra fue el general brasileño Manuel Luis Osório, comandante de las fuerzas del Imperio, acompañado por una escolta escasa. A lo largo de la guerra, Osório se destacaría por su arrojo y valentía personales, encabezando los ataques frontales.
El día 18, las fuerzas aliadas tomaron la Fortaleza de Itapirú en la margen derecha del río Paraná, reducida a escombros por los cañones de la flota brasileña.
Mitre avanzó en línea recta hacia el centro del dispositivo defensivo organizado por López, ubicado en la Fortaleza de Humaitá, que impedía el paso de buques por el río Paraguay. Al hacerlo expuso imprudentemente sus tropas, pero López cometió un error mayor: en lugar de esperar a los invasores en sus líneas defensivas, las fuerzas paraguayas atacaron a las aliadas en la batalla de Estero Bellaco. Las fuerzas enviadas a interceptar el avance invasor en Estero Bellaco tenían órdenes de limitarse a causar el daño que pudieran y retirarse. Pero, viéndose vencedoras, continuaron su avance, lo que dio tiempo a la reacción de las tropas argentinas, que las derrotaron. No obstante, los paraguayos lograron que el avance se detuviera en el "potrero" de Tuyutí, donde las fuerzas invasoras se limitaron a esperar ser atacadas para defenderse

## El campo de batalla
Desde la desembocadura del río Paraguay en el Paraná hasta Humaitá hay menos de 30 km. La franja de tierra correspondiente a ese tramo, con un ancho máximo de 20 km., sería el campo de batalla durante 2 años y 4 meses. Con excepción de algunos combates sin importancia en el Mato Grosso, todas las batallas del período ocurrieron en ese estrecho territorio. Se trata de un terreno pantanoso, cruzado por dos esteros que corren de oeste a este, y que eran imposibles de cruzar excepto por unos pocos pasos: al sur, el Estero Bellaco, que a su vez se divide en dos brazos, Estero Bellaco Sur y Estero Bellaco Norte. Al norte está el Estero Rojas. Entre los esteros se encuentran áreas relativamente secas, conocidas como “potreros”, los más importantes de los cuales eran el Potrero Obella, muy extenso, al norte, y el Potrero Tuyutí, que sería el terreno elegido por Mitre para acampar sus tropas. Otros “potreros” de menor importancia fueron campamentos menores de los paraguayos, como Yataytí Corá y Paso Pucú.
Con escasas excepciones, todo el terreno era inundable, y estaba cubierto por franjas de selva impenetrable, especialmente por cañaverales y juncales. La selva era un lugar apropiado para que los soldados paraguayos se emboscaran, en especial frente a invasores que desconocían el terreno.
Las primeras líneas defensivas paraguayas ubicadas en el sur eran formidables, y estaban centradas en una serie de fortificaciones, entre las cuales las más importantes eran las fortalezas de Curupayty, Humaitá, en la margen izquierda del río Paraguay, y el Fuerte Timbó, del otro lado del río, en la actual provincia del Chaco. Los tres fuertes contaban con abundante artillería defensiva y baterías sobre el río, para evitar que los buques enemigos cruzaran frente a ellos. La Fortaleza de Humaitá era la más poderosa, y estaba ubicada sobre altas barrancas, frente a un recodo muy pronunciado del río, que obligaba a los buques a pasar lenta y cuidadosamente bajo el fuego enemigo. Además el río había sido cruzado por una triple cadena de hierro muy gruesa, apoyada en una hilera de pequeñas embarcaciones, que obligaría a los buques enemigos a detenerse bajo fuego enemigo durante horas para cortar la cadena. Las piezas de artillería y los arsenales estaban ubicadas debajo de los terraplenes, de modo que no eran alcanzables por la artillería enemiga.
A las fortalezas costeras se les sumaron dos fuertes importantes, los de Curuzú, sobre la costa, y Tuyú Cué, alejado de la misma. Había además largas líneas de trincheras a cierta distancia por delante de cada una de estas fortificaciones, parcialmente ocultas por la vegetación, que dificultaban las operaciones.
Las operaciones militares correspondientes a esta larga fase de la guerra ocurrieron, sin excepción, dentro de esta reducida área de no más de 500 kilómetros cuadrados.

## Tuyutí y otras batallas en la misma zona

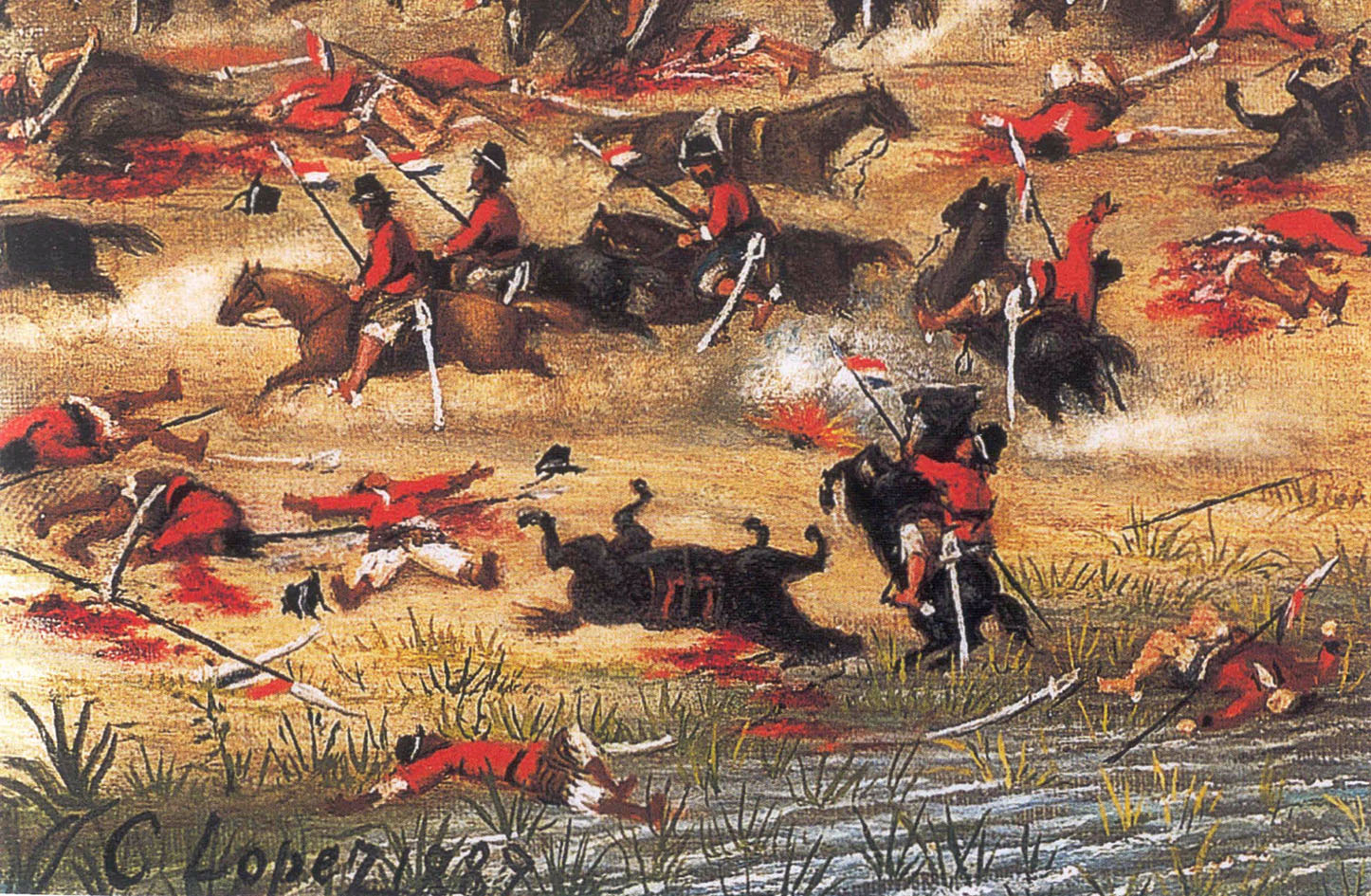
Detalle de la Batalla de Tuyutí, según la pintura de Cándido López.

El 24 de mayo de 1866 se produjo la Batalla de Tuyutí: ante la instalación del ejército aliado en el Potrero de Tuyutí, López respondió con un ataque combinado con la mayor parte de sus tropas disponibles, divididas en cuatro columnas. El plan podría haber tenido éxito en condiciones de superioridad numérica, pero el jefe paraguayo destinó a la operación poco más de la mitad que las fuerzas aliadas que debían enfrentar. Si bien en un comienzo – gracias a la sorpresa – el ataque tuvo éxito, una de las columnas tardó demasiado en unirse al ataque, dando tiempo a las divisiones aliadas a contraatacar, lo que lograron con absoluto éxito gracias a su superioridad en armamento. Debido a la tenacidad de los paraguayos, que se negaban a retroceder aun cuando quedó claro que estaban siendo derrotados, la batalla resultó en una matanza de alrededor de 6.000 soldados paraguayos, que conformaban las tropas más veteranas y los oficiales más destacados del ejército de López. Fue la batalla más sangrienta de la historia de América del Sur.
Pese a la gran victoria obtenida, el general Mitre siguió limitándose a esperar, con lo que dio tiempo a López a reunir nuevos contingentes de soldados. No obstante, los nuevos reclutas eran en su mayoría adolescentes y ancianos, que no reemplazaban en cantidad ni en calidad las bajas sufridas.
Meses más tarde, en el mismo sitio tuvieron lugar la batalla de Boquerón y las de Yataytí Corá, Sauce y Palmar.

## De Curuzú a Curupayty

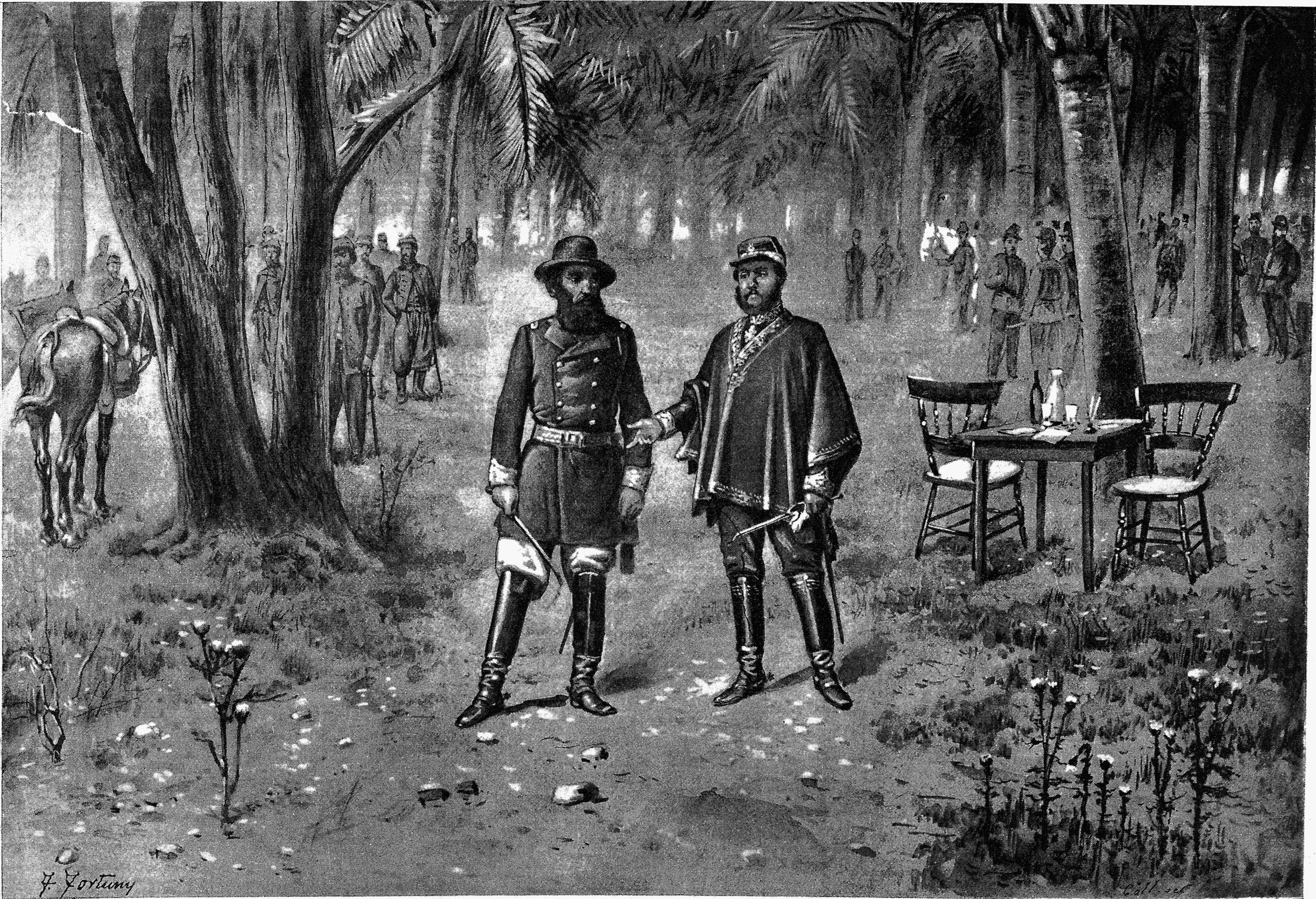
La entrevista de Yatayti-Corá, el 11 de septiembre de 1866.

Las fuerzas brasileñas pasaron a la ofensiva sin participación argentina ni uruguaya, desembarcando cerca del Fuerte de Curuzú, que fue capturado el 3 de septiembre de 1866.
El 12 de septiembre de 1866 el mariscal López se entrevistó en Yatayty Corá con el general Mitre en busca de un avenimiento pacífico, pero la entrevista fue infructuosa debido a la absoluta oposición de Brasil a hacer una paz con el Paraguay sin una total rendición del mismo. Mitre, como el uruguayo Flores, se hallaba comprometido con Brasil por el Tratado Secreto de la Triple Alianza, firmado el 1 de mayo de 1865, a no firmar por separado ningún tratado con Paraguay. No obstante, es sabido que copias de este "tratado secreto" ya circulaban por Europa por aquel entonces.
Tras el fracaso de las negociaciones, Mitre decidió imitar la victoria de Curuzú y atacar el Fuerte de Curupayty. El mal tiempo reinante dio a los paraguayos la oportunidad de reforzar las defensas, y obligó además a los atacantes a combatir a través de esteros inundados. La poderosa flota brasileña al mando del marqués de Tamandaré se había comprometido a "descangalhar" con su artillería desde el río Paraguay las fortificaciones paraguayas, pero el bombardeo se realizó muy ineficazmente.
El 22 de septiembre de 1866 tuvo lugar la Batalla de Curupayty o Curupaytí, en la que el ataque de las tropas aliadas –en su mayoría argentinas– fue completamente frustrado por las tropas paraguayas al mando de José Eduvigis Díaz. Las tropas argentinas y brasileñas, creyendo ya desmantelada la artillería paraguaya, avanzaron resuelta y casi desprevenidamente a campo traviesa, siendo prácticamente barridas por esa misma artillería a la que consideraban desbaratada. Los argentinos sufrieron 983 muertos y 2002 heridos; los brasileños, 408 muertos y 1.338 heridos. Por su parte, los paraguayos tuvieron 92 bajas en total, entre muertos y heridos.

## Estancamiento

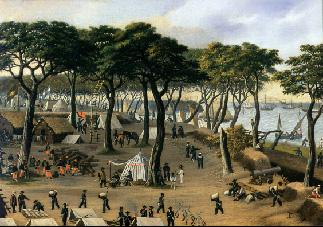
Ejército brasileño en el campamento de Curuzú, 20 de septiembre de 1866, por Cándido López.

La derrota de Curupayty detuvo por muchos meses las acciones de los aliados, más por parte de los argentinos que de las fuerzas del Brasil. El general Flores regresó a Uruguay, dejando en el frente solamente a 700 soldados uruguayos al mando del general Gregorio Suárez, que fue pronto reemplazado por Enrique Castro.
Los generales brasileños discutieron entre ellos, y todos culparon a Mitre por la derrota. Pidieron al Emperador que exigiera a Mitre regresar a Buenos Aires, cosa que éste se negó a hacer. En diciembre, debido a la Revolución de los Colorados, se trasladó a Rosario, pero regresó al poco tiempo. Un intento de paz, mediado por los embajadores de los Estados Unidos en Asunción y Buenos Aires, fracasó por la doble negativa de López y Pedro II.
En marzo de 1867, sin que se hubiera recomenzado la campaña, se desató una epidemia de cólera, traída por soldados brasileños. La misma se cobró la vida de 4000 soldados brasileños, y se extendió por las ciudades y campos de la Argentina y el Paraguay. También el ejército argentino sufrió muchas bajas, incluidos oficiales notables como el general Cesáreo Domínguez. La población civil paraguaya, que hasta entonces no había sufrido daños directos por la guerra, resultó terriblemente afectada por la peste.
En los primeros meses de ese año, las fuerzas brasileñas intentaron invadir territorio paraguayo desde el Mato Grosso, que sólo había sido reconquistado en parte. Las epidemias y la efectiva acción de la caballería paraguaya hicieron fracasar el intento. La ciudad de Corumbá fue reconquistada, pero abandonada pocos días más tarde, ante una epidemia de viruela.

## Captura de Tuyú Cué y Curupayty
A finales de julio, finalmente, las tropas brasileñas al mando de Caxias abandonaron Tuyutí hacia el fuerte de Tuyú Cué, que fue capturado sin combatir el último día de ese mes. Hasta fines de octubre ocurrieron otras seis batallas de menor importancia.
Mientras Mitre asumía nuevamente el mando, una escuadra brasileña superó los cañones de Curupayty, pero quedó anclada entre esta fortaleza y la de Humaitá durante seis meses, obligando a construir una línea férrea por el Chaco para aprovisionarla.
El 3 de agosto, Mitre envió al general Castro en misión de reconocimiento al este y el norte de Humaitá. Éste logró cortar las comunicaciones telegráficas de López en varios puntos, y reconoció la ruta hasta Tahy y un lugar que denominó, impropiamente, Reducto Cierva. Este último era una estancia, depósito de ganado para alimentación de los paraguayos, y estaba ubicado sobre la Laguna Cierva, no sobre el río Paraguay como creyó Castro. Pese a lo inexacto de algunos de sus informes, otros datos obtenidos eran clave: la enorme cantidad de fortificaciones construidas por López al sur y al sudeste de Humaitá, el llamado "Cuadrilátero", no era pasible de ser atacado sin graves pérdidas.
No obstante, las fuerzas brasileñas lograron tomar Tahy el 2 de noviembre, aislando a Humaitá por tierra.
El 3 de noviembre se produjo la segunda batalla de Tuyutí, que fue una derrota para los paraguayos, pero les permitió reaprovisionarse y capturar algunos cañones.
El 2 de enero de 1868 falleció en Buenos Aires el vicepresidente Marcos Paz, víctima del cólera, y Mitre abandonó definitivamente el frente. El mando supremo quedó en manos de Caxias, que pudo llevar adelante su estrategia sin problemas.

## Captura de Humaitá

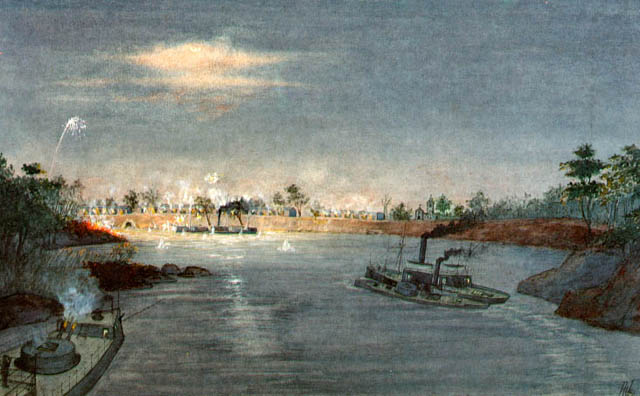
El Bahía atravesando la línea de cadenas en el Paso de Humaitá, seguido por el Tamandaré y el Pará (Acuarela del almirante Trajano Augusto de Carvalho).

En enero de 1868, los cañones de los buques brasileños habían causado –desde gran distancia– serios daños a las cadenas que cruzaban el río frente a Humaitá. Dos de los botes que las sostenían fueron hundidos, por lo que la cadena quedó en parte sumergida. A principios de febrero, con una gran subida del nivel del río, las cadenas quedaron completamente sumergidas.
Era la oportunidad que la armada brasileña había esperado por casi dos años, a lo que se le sumaba la incorporación de tres monitores, buques pequeños y completamente artillados, ideales para el tipo de maniobras a que obligaba la posición de Humaitá. El 19 de febrero, tras un duro intercambio de artillería algunos buques brasileños pudieron cruzar por delante del fuerte de Humaitá, y tres días más tarde dos de ellos bombardearon brevemente Asunción, ciudad que fue evacuada.
Las fortalezas habían perdido su razón de ser: Curupaytí fue evacuada por sus defensores y López evacuó Humaitá a través del Chaco, estableciéndose en San Fernando, poco al norte del río Tebicuary.

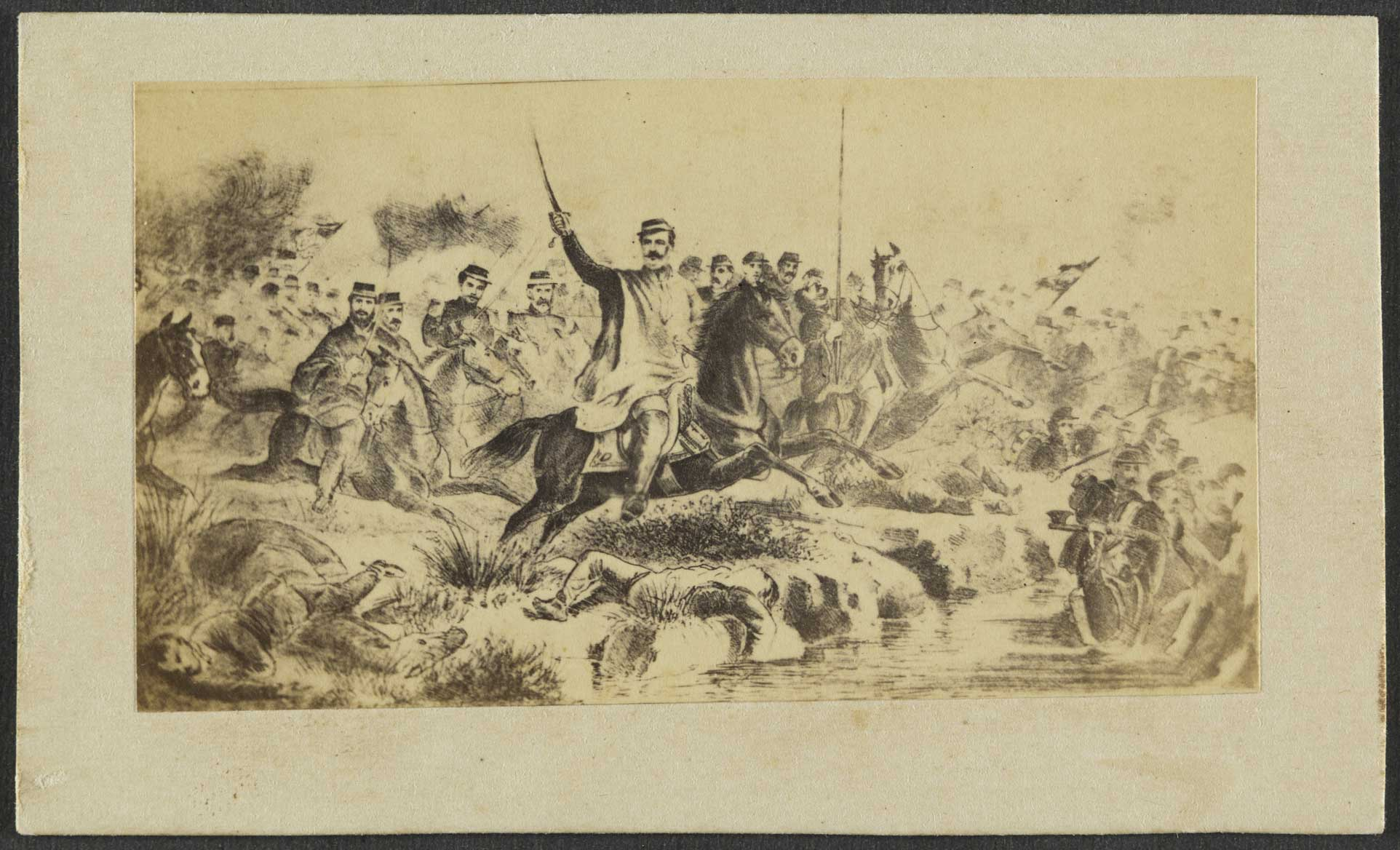
Reconocimiento de Humaitá por el general Osório el 16 de julio de 1868.

El Fuerte de Humaitá quedó defendido solamente por 3000 hombres; Caxias envió para su captura a la división al mando del general Manuel Luis Osório, pero esta fue rechazada el 16 de julio con más de mil bajas, contra menos de cien muertos paraguayos. Dos días más tarde, las tropas del coronel argentino Miguel Martínez de Hoz fueron emboscadas en Acayuazá por los paraguayos, muriendo su jefe y 64 de sus hombres.
El 24 de julio, la guarnición de Humaitá –unos 3000 hombres– fue evacuada por sus defensores, mediante canoas. No obstante, sólo unos mil hombres alcanzaron a llegar a territorio en poder del presidente López. Unos 1300 fueron tomados prisioneros el 5 de agosto y el resto murió por la artillería naval brasileña.
La campaña de Humaitá había durado casi tres años, desde octubre de 1865.

## Campañas del Pikysyry y de las Cordilleras

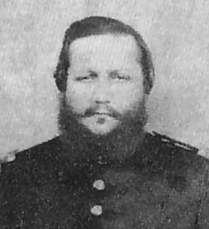
Última foto del mariscal Francisco Solano López, tomada semanas antes de su muerte.

Debido al avance naval brasileño, el presidente López renunció a defender la línea del río Tebicuary, instalando un frente defensivo mucho más cerca de Asunción, sobre el arroyo Piquisiry. El avance por el río Paraguay quedaba impedido por un nuevo núcleo de baterías costeras en Angostura. Las tropas brasileñas esquivaron las defensas de Angostura por el Chaco, y atacaron las posiciones enemigas por la retaguardia. El ejército paraguayo fue derrotado y López evacuó Asunción, que fue ocupada y saqueada en enero de 1869. Los brasileños instalaron en la capital un gobierno títere, mientras López se retiraba progresivamente hacia el interior.
A medida que se retiraba hacia el interior, el ejército paraguayo fue destruido, y los lugares de los caídos fueron ocupados por niños y ancianos. Por su parte, López, preso de una manía persecutoria, ejecutó a cerca de 400 personas por considerar que conspiraban contra él, incluyendo a sus dos hermanos.
Finalmente, López fue alcanzado y muerto por las tropas brasileñas el 1 de marzo de 1870 en el Combate de Cerro Corá, en el extremo noreste del país.

## Consecuencias
Al finalizar la guerra, Brasil obtuvo todos los territorios que deseaba y la Argentina incorporó los territorios en litigio que hoy corresponden a las provincias de Misiones y Formosa.
El resultado más grave de esta guerra fue la pérdida de la enorme mayoría de la población paraguaya, quedando reducida a unos 116 000 sobrevivientes —en su enorme mayoría mujeres, niños y ancianos— de más de 300 000 que tenía antes de la guerra; los números que suponen los historiadores paraguayos suelen ser mucho más altos en cuanto a población inicial. Los aliados tuvieron también un número muy alto de bajas en campaña, con más de 100 000 muertos brasileños y alrededor de 10 000 muertos argentinos.
Por último, el Paraguay vio destruida su prosperidad económica y quedó sumida en un atraso tecnológico, cultural y social que se prolongó por años. Fue obligado al pago de enormes indemnizaciones de guerra y a contraer un empréstito que le llevó muchas décadas saldar. Su incipiente desarrollo industrial desapareció por completo.